# Distrito de Acraquia
El Distrito peruano de Acraquia es uno de los 18 distritos que conforman la Provincia de Tayacaja, ubicada en el Departamento de Huancavelica, perteneciente a la Región Huancavelica, Perú.

## Reseña histórica
De acuerdo a los documentos y comentario de los antiguós pobladores de la palabra Acraquia ya castellanizada, oficialmente del siglo pasado los antiguos pobladores como algunos presentes los llaman Accraccya; esta palabra se origina de Accracra, paraje que se encuentra en la Localidad a unas cuantas cuadras de la Plaza Principal son piedras semi quebradizas que antiguamente los maestros y alumnos utilizaban como tiza para escribir en su pizarra de piedra, esta clase de piedras abundan también en el cerro de Chonta.
Fuente: Entrevista a los pobladores mas antiguos

## Ley de Creación del Distrito de Acraquia
El distrito de acraquia, provincia de Tayacaja, departamento de Huancavelica ha sido creado el 9 de septiembre del año 1954 mediante Ley 12107, durante el Gobierno de Manuel A. Odria Presidente Constitucional de la República e inaugurado como Distrito el 12 de septiembre de 1954, por el diputado Tayacajino Dr. Raul Martinez Zuzunaga.
Gracias a la gestión realizada de las siguientes personas: Dr. Raul Martínez Zuzunaga, Juan Soto Montes, Augusto Minaya Flores, Victor Aquino Diburga, Alejandro Luis Caja, Fabian Luis Caja, Alberto Bujaico Montes, Marcelino Betalilluz, Andrés Soto Montes, Pablo Bujaico Montes, Eduardo Méndez, Julio Santiago, Luciano Bernardo, Daniel Bujaico, Hilario Soto, Gerardo Pérez Rojas, Juan Valle, Juan Mallqui Martin Asto, Cesar Monge, Maximo Arana, Herminio Flores, Seferino Soto y otros.

## Acraquia Comunidad Indígena
En el caserío de Acraquia a los ocho días del mes de abril de 1812, en presencia de cientos de indios de Putacca, Maraycucho, Ccollcca y Oicce. El subdelegado de la Real Audiencia Superintendente Juan Antonio de Urra, repartidor de tierras denominado Comunidad de Acraquia que colinda con: Socclla Ccasa, Ccauccau Ccasa, Maray Ccocha, Lanza Ccasa, Venta Cruz, Alalay.Orccon, Cccamanccayocc Ccasa, Llamacancha, Lachoccasa, Quishuar- Ccasa, Picco marca, Ichupata, Yana Machay, Ñantupacc, Mosqueta mocco, Quichique, Moro rumiñoñunga-ccasa, Huallhua Ccasa, Huaracco-Ccasa, Lecclespata, Chccechepata Orcco, Huancayocucho, Ichicruz y Uchcupuchac.

## Geografía
Ubicado a una altitud de 3 277 m s. n. m.

## Población
Según la INEI en el Departamento de Huancavelica: POBLACIÓN PROYECTADA, SEGÚN PROVINCIAS Y DISTRITOS, 2017. 
Se tienen 4980, según el censo realizado en 2017.

## Alcaldes
| #  | Apellidos y nombres             | Periodo de gestión |
| -- | ------------------------------- | ------------------ |
| 1  | Augusto Minaya Flores           | 1954-1955          |
| 2  | Luciano Bernardo Mallqui        | 1956-1957          |
| 3  | Victor Aquino Diburga           | 1957               |
| 4  | Alejandro Luis Cajas            | 1957               |
| 5  | Marcelino Luis Bartolomé        | 1960               |
| 6  | Juan Mallqui Bujaico            | 1960               |
| 7  | Eusebio Mendez Yañac            | 1963               |
| 8  | Julio Cesar Asto Congora        | 1963               |
| 9  | Gerardo Murillo Pérez           | 1964-1969          |
| 10 | Paulino Huaripata Quispe        | 1970-1971          |
| 11 | Alejandro Lopéz Carlos          | 1971-1972          |
| 12 | Moises Mendez Yañac             | 1972-1974          |
| 13 | Mario Acevedo Arone de          | 1974-1976          |
| 14 | Edilberto De la Cruz Inga       | 1976-1980          |
| 15 | Marcelino Betalilluz Betalilluz | 1980-1981          |
| 16 | Maximiliano Comun Rojas         | 1981               |
| 17 | Alejandro Juan de Dios Canchari | 1981-1983          |
| 18 | Juan B. Diburga Sanchez         | 1983-1986          |
| 19 | Victoriano Silva Flores         | 1987-1989          |
| 20 | Gregorio Coras Huarocc          | 1990-1992          |
| 21 | José Antonio García Paucar      | 1993-1994          |
| 22 | Dionicio Corasma Rodas          | 1995               |
| 23 | Florencio Flores Juan de Dios   | 1996-1998          |
| 24 | Heraclides Aquino Quispe        | 1999-2002          |
| 25 | Paulino Pineda Juan de Dios     | 2003-2004          |
| 26 | Cesar Felix Santiago            | 2004-2005          |
| 27 | Claudio Perez Inga              | 2003-2006          |
| 28 | Roger Huaripata Soller          | 2007               |
| 29 | Teofilo Condor Reyes            | 2008-2010          |
| 30 | Pelayo Montes Crispin           | 2011-2014          |
| 31 | Eduardo Poma Juan de Dios       | 2015-2018          |
| 32 | Silvestre Antonio Flores        | 2019-2022          |